# Old Folks at Home
Old Folks at Home, également connu sous la dénomination Swanee River, est une chanson écrite en 1851 par le compositeur américain Stephen Foster. La chanson, qui a été initialement composée pour la troupe de New York Christy's Minstrels (en), est devenue dès 1935 la chanson officielle symbole de l'État de Floride aux États-Unis.

## Histoire
Selon la légende, Foster avait déjà déterminé toutes les paroles de sa chanson mais n'avait toujours pas choisi le nom de la rivière qui ouvre le texte de la chanson et demanda l'avis de son frère. La première suggestion fut la rivière Yazoo, une rivière du Mississippi mais Foster ne l'accepta pas. La seconde suggestion fut le fleuve Pee Dee présent dans les États des Carolines. Foster s'exclama, « Oh Pouah! Je ne prends pas ça. ». Son frère consulta un atlas et s'exclama « Suwannee! ». Foster écrivit immédiatement le nom du cours d'eau dans le dernier blanc de sa chanson (en l'épelant Swanee pour coller à la mélodie) et s'écria « C'est exactement cela! ». Foster ne vit jamais ce cours d'eau ni d'ailleurs la Floride mais la popularité de la chanson fit que le cours d'eau devint célèbre dans le pays et de nombreux touristes en provenance du nord-est des États-Unis visitèrent la région.

## Controverse
La chanson est décriée par certains qui y voient du racisme envers les Afro-Américains. En effet, les paroles de la chanson sont écrites pour imiter l'accent vernaculaire prétendument employé par les populations afro-américaines. Ainsi, la chanson est écrite comme si elle était chantée par un afro-américain ayant un accent typique. Les paroles originales se réfèrent aux Noirs qui travaillaient comme esclaves dans les plantations. Stephen Foster lui-même était pourtant un défenseur du camp des Nordistes (favorable à l'abolition de l'esclavage) lors de la Guerre de Sécession et sympathisa avec de nombreux Afro-Américains. En 1997, le politicien de Floride Willy Logan présenta une motion visant à remplacer la chanson symbole de l'État par une autre mais elle fut rejetée. Dans de nombreux spectacles où la chanson est interprétée, le mot Darkies (« Nègres ») est remplacé par mama, (« maman »), darling (« chérie »), brothers (« frères »), ou bien dear ones (« très chers »).
En tant que symbole de la Floride, la chanson est interprétée lors de chaque cérémonie d'investiture du gouverneur de Floride. Néanmoins, en 2007, le gouverneur Charlie Crist décida de ne pas la faire interpréter et la remplaça par The Florida Song, une chanson écrite par le musicien afro-américain de jazz originaire de Floride Charles Atkins. La même année, une initiative pour que les Floridiens choisissent une nouvelle chanson fut mise en œuvre. Le 11 janvier 2008, la chanson Where the Sawgrass Meets the Sky (« Où le cladium rencontre le ciel ») fut sélectionnée mais elle n'a toujours pas remplacé l'ancienne et cela devra être voté par le gouvernement de l'État.

## Paroles
Bien que des versions modernes utilisent des versions retravaillées des textes de la chanson, la chanson reconnue officiellement est la version originale de l'œuvre,.
Premier couplet
Way down upon de Swanee ribber (river)
Far, far away,
Dere's wha my heart is turning ebber,
Dere's wha de old folks stay.
All up and down de whole creation
Sadly I roam,
Still longing for de old plantation
And for de old folks at home.
Refrain
All de world am sad and dreary,
Ebry where I roam,
Oh! darkies how my heart grows weary,
Far from de old folks at home.
Second couplet
All round de little farm I wandered
When I was young,
Den many happy days I squandered,
Many de songs I sung.
When I was playing wid my brudder
Happy was I
Oh! take me to my kind old mudder,
Dere let me live and die.
Refrain
Troisième couplet
One little hut amond de bushes,
One dat I love,
Still sadly to my mem'ry rushes,
No matter where I rove
When will I see de bees a humming
All round de comb?
When will I hear de banjo tumming
Down in my good old home?

## Culture populaire

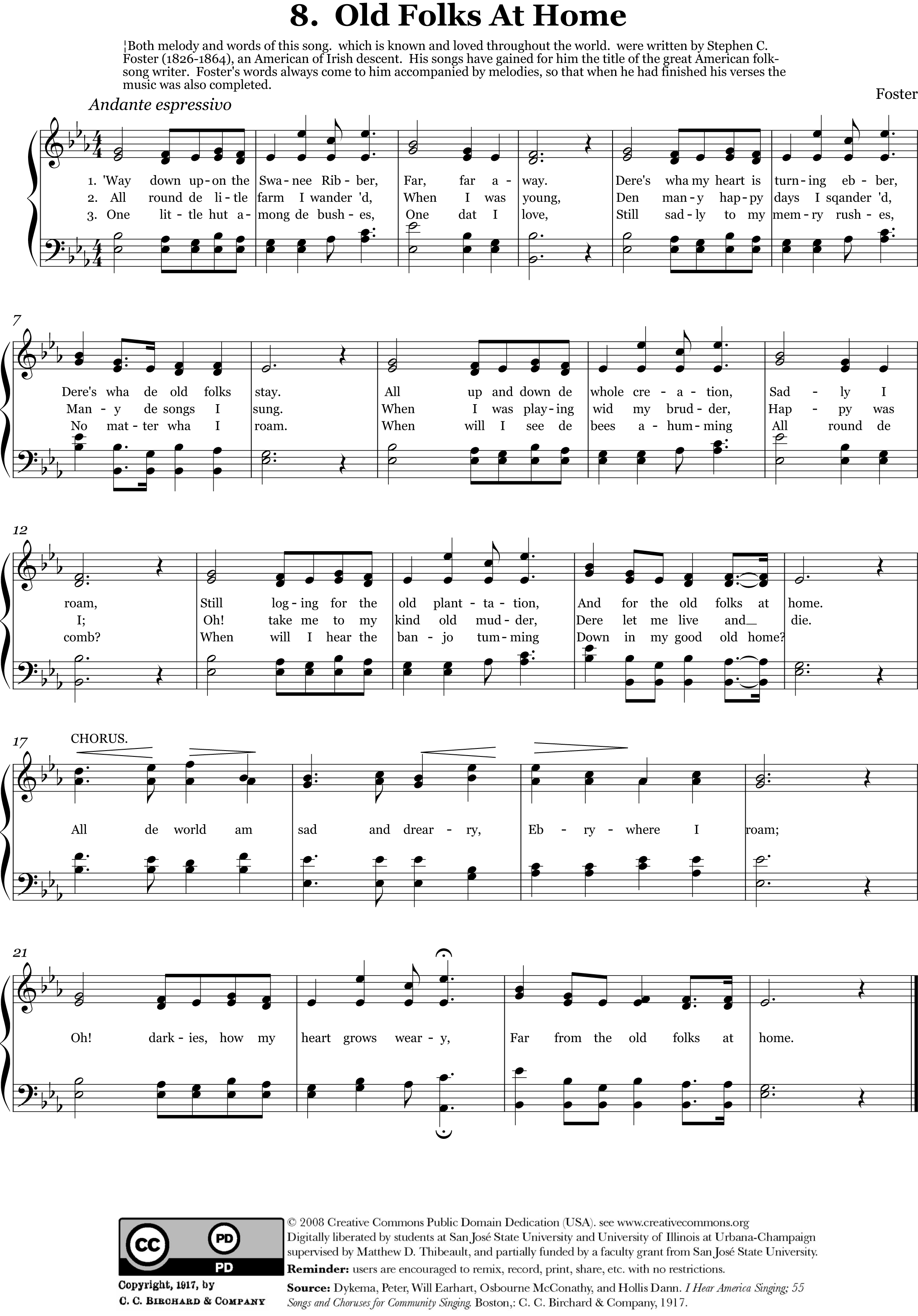
Cette image représente la partition originale de "8 old folks at Home".

La chanson est mentionnée dans un vers du titre Alexander's Ragtime Band d'Irving Berlin (If you want to hear the 'Swanee River' played in ragtime). La chanson Swanee de Gershwin (1919) est une reprise de l'originale et comprend le vers « I love the old folks at home ». La chanson fut enregistrée par le pianiste boogie woogie Albert Ammons en tant que Swanee River Boogie et par Ray Charles publiée sous Swanee River Rock. La chanson a aussi été enregistrée par Django Reinhardt en 1935 intitulée Swanee River de même que par le chanteur britannique Tony Sheridan en 1962, placée sur son album My Bonnie. La même année, une version de cette chanson a été reprise par les Beatles pour ce même chanteur, mais cet enregistrement a été perdu. La mélodie de la chanson fut utilisée par les Beach Boys dans le titre South Bay Surfers de leur album Surfer Girl publié en 1963. Pourtant le livret de l'album n'indique pas d'où vient la mélodie et fait comme si le groupe l'avait créé lui-même. 
Dans le film Mississippi de 1935, qui possède une musique originale signée Rodgers et Hart, W. C. Fields demande au pianiste le nom du titre qu'il interprète et celui-ci lui répond qu'il s'agit de Swanee River.
Une version remixée de la chanson a été utilisée dans le jeu Dance Dance Revolution Mario Mix sur la console Nintendo Gamecube sous le titre Frozen Pipes.